# Oscar voor beste korte animatiefilm
De Academy Award voor beste korte animatiefilm (Engels: Academy Award for Best Animated Short Film, ook bekend als de Oscar voor beste korte animatiefilm) is een prijs die gegeven wordt aan de beste korte animatiefilm van dat jaar. De eerste Oscar in deze categorie werd in 1932 tijdens de 5de Oscaruitreiking toegekend aan Flowers and Trees van Walt Disney.
Door de jaren heen hebben de filmpjes van veel populaire tekenfilmfiguren al gewonnen zoals die van de drie biggetjes, de Grote Boze Wolf, Mickey Mouse, Pluto, Donald Duck, Winnie de Poeh, Tom en Jerry, Tweety, Sylvester, Bugs Bunny, Speedy Gonzales, Pepé Le Pew, Yosemite Sam, Gerald McBoing-Boing, Mr. Magoo, The Pink Panther en Wallace & Gromit. In 1987 won een Belgische kortfilm, Een Griekse tragedie van Nicole Van Goethem. Het is twee keer voorgekomen dat een Nederlandse film won: Anna & Bella in 1986 en Father and Daughter in 2001.

## Winnaars en genomineerden
Onderstaande jaartallen vertegenwoordigen het jaar dat de film genomineerd werd voor de prijs. De daadwerkelijke uitreiking is het jaar erna.
- 1931/1932: Flowers and Trees
- 1932/1933: Three Little Pigs
- 1934: The Tortoise and the Hare
- 1935: Three Orphan Kittens
- 1936: The Country Cousin
- 1937: The Old Mill
- 1938: Ferdinand the Bull
- 1939: The Ugly Duckling
- 1940: The Milky Way
- 1941: Lend a Paw
- 1942: Der Fuehrer's Face
- 1943: The Yankee Doodle Mouse
- 1944: Mouse Trouble
- 1945: Quiet Please!
- 1946: The Cat Concerto
- 1947: Tweetie Pie
- 1948: The Little Orphan
- 1949: For Scent-imental Reasons
- 1950: Gerald McBoing-Boing
- 1951: The Two Mouseketeers
- 1952: Johann Mouse
- 1953: Toot, Whistle, Plunk and Boom
- 1954: When Magoo Flew
- 1955: Speedy Gonzales
- 1956: Magoo's Puddle Jumper
- 1957: Birds Anonymous
- 1958: Knighty Knight Bugs
- 1959: Moonbird
- 1960: Munro
- 1961: Ersatz
- 1962: The Hole
- 1963: The Critic
- 1964: The Pink Phink
- 1965: The Dot and the Line
- 1966: A Herb Alpert and the Tijuana Brass Double Feature
- 1967: The Box
- 1968: Winnie the Pooh and the Blustery Day
- 1969: It's Tough to Be a Bird
- 1970: Is It Always Right to Be Right?
- 1971: The Crunch Bird
- 1972: A Christmas Carol
- 1973: Frank Film
- 1974: Closed Mondays
- 1975: Great
- 1976: Leisure
- 1977: Het zandkasteel
- 1978: Special Delivery
- 1979: Every Child

### 1980-1999
| Jaar                                       | Film                                        | Genomineerde(n) |
| ------------------------------------------ | ------------------------------------------- | --------------- |
| 1980 (53e)                                 |                                             |                 |
| The Fly                                    | Ferenc Rofusz                               |                 |
| All Nothing                                | Frédéric Back                               |                 |
| History of the World in Three Minutes Flat | Michael Mills                               |                 |
| 1981 (54e)                                 |                                             |                 |
| Crac                                       | Frédéric Back                               |                 |
| The Creation                               | Will Vinton                                 |                 |
| The Tender Tale of Cinderella Penguin      | Janet Perlman                               |                 |
| 1982 (55e)                                 |                                             |                 |
| Tango                                      | Zbigniew Rybczynski                         |                 |
| The Great Cognito                          | Will Vinton                                 |                 |
| The Snowman                                | John Coates                                 |                 |
| 1983 (56e)                                 |                                             |                 |
| Sundae in New York                         | Jimmy Picker                                |                 |
| Mickey's Christmas Carol                   | Burny Mattinson                             |                 |
| Sound of Sunshine - Sound of Rain          | Eda Godel Hallinan                          |                 |
| 1984 (57e)                                 |                                             |                 |
| Charade                                    | Jon Minnis                                  |                 |
| Doctor DeSoto                              | Morton Schindel en Michael Sporn            |                 |
| Paradise                                   | Ishu Patel                                  |                 |
| 1985 (58e)                                 |                                             |                 |
| Anna & Bella                               | Cilia van Dijk                              |                 |
| The Big Snit                               | Richard Condie en Michael Scott             |                 |
| Second Class Mail                          | Alison Snowden                              |                 |
| 1986 (59e)                                 |                                             |                 |
| A Greek Tragedy                            | Linda Van Tulden en Willem Thijssen         |                 |
| The Frog, the Dog and the Devil            | Bob Stenhouse                               |                 |
| Luxo Jr.                                   | John Lasseter en William Reeves             |                 |
| 1987 (60e)                                 |                                             |                 |
| The Man Who Planted Trees                  | Frédéric Back                               |                 |
| George and Rosemary                        | Eunice Macaulay                             |                 |
| Your Face                                  | Bill Plympton                               |                 |
| 1988 (61e)                                 |                                             |                 |
| Tin Toy                                    | John Lasseter en William Reeves             |                 |
| The Cat Came Back                          | Cordell Barker                              |                 |
| Technological Threat                       | Bill Kroyer en Brian Jennings               |                 |
| 1989 (62e)                                 |                                             |                 |
| Balance                                    | Christoph Lauenstein en Wolfgang Lauenstein |                 |
| The Cow                                    | Aleksandr Petrov                            |                 |
| The Hill Farm                              | Mark Baker                                  |                 |

### 1990-1999
| Jaar                                                          | Film                                  | Genomineerde(n) |
| ------------------------------------------------------------- | ------------------------------------- | --------------- |
| 1990 (63e)                                                    |                                       |                 |
| Creature Comforts                                             | Nick Park                             |                 |
| A Grand Day Out                                               | Nick Park                             |                 |
| Grasshoppers (Cavallette)                                     | Bruno Bozzetto                        |                 |
| 1991 (64e)                                                    |                                       |                 |
| Manipulation                                                  | Daniel Greaves                        |                 |
| Blackfly                                                      | Christopher Hinton                    |                 |
| Strings                                                       | Wendy Tilby                           |                 |
| 1992 (65e)                                                    |                                       |                 |
| Mona Lisa Descending a Staircase                              | Joan C. Gratz                         |                 |
| Adam                                                          | Peter Lord                            |                 |
| Reci, Reci, Reci... (Words, Words, Words)                     | Michaela Pavlátová                    |                 |
| The Sandman                                                   | Paul Berry                            |                 |
| Screen Play                                                   | Barry J.C. Purves                     |                 |
| 1993 (66e)                                                    |                                       |                 |
| The Wrong Trousers                                            | Nick Park                             |                 |
| Blindscape                                                    | Stephen Palmer                        |                 |
| The Mighty River                                              | Frédéric Back en Hubert Tison         |                 |
| Small Talk                                                    | Bob Godfrey en Kevin Baldwin          |                 |
| The Village                                                   | Mark Baker                            |                 |
| 1994 (67e)                                                    |                                       |                 |
| Bob's Birthday                                                | Alison Snowden en David Fine          |                 |
| The Big Story                                                 | Tim Watts en David Stoten             |                 |
| The Janitor                                                   | Vanessa Schwartz                      |                 |
| The Monk and the Fish                                         | Michael Dudok de Wit                  |                 |
| Triangle                                                      | Erica Russell                         |                 |
| 1995 (68e)                                                    |                                       |                 |
| A Close Shave                                                 | Nick Park                             |                 |
| The Chicken from Outer Space                                  | John R. Dilworth                      |                 |
| The End                                                       | Chris Landreth en Robin Bargar        |                 |
| Gagarin                                                       | Alexij Kharitidi                      |                 |
| Runaway Brain                                                 | Chris Bailey                          |                 |
| 1996 (69e)                                                    |                                       |                 |
| Quest                                                         | Tyron Montgomery en Thomas Stellmach  |                 |
| Canhead                                                       | Timothy Hittle en Chris Peterson      |                 |
| La Salla                                                      | Richard Condie                        |                 |
| Wat's Pig                                                     | Peter Lord                            |                 |
| 1997 (70e)                                                    |                                       |                 |
| Geri's Game                                                   | Jan Pinkava                           |                 |
| Famous Fred                                                   | Joanna Quinn                          |                 |
| La Vieille Dame et les Pigeons (The Old Lady and the Pigeons) | Sylvain Chomet                        |                 |
| The Mermaid                                                   | Aleksandr Petrov                      |                 |
| Redux Riding Hood                                             | Steve Moore en Dan O'Shannon          |                 |
| 1998 (71e)                                                    |                                       |                 |
| Bunny                                                         | Chris Wedge                           |                 |
| The Canterbury Tales                                          | Christopher Grace en Jonathan Myerson |                 |
| Jolly Roger                                                   | Mark Baker                            |                 |
| More                                                          | Mark Osborne en Steve Kalafer         |                 |
| When Life Departs                                             | Karsten Kiilerich en Stefan Fjeldmark |                 |
| 1999 (72e)                                                    |                                       |                 |
| The Old Man and the Sea                                       | Aleksandr Petrov                      |                 |
| Humdrum                                                       | Peter Peake                           |                 |
| My Grandmother Ironed the King's Shirts                       | Torill Kove                           |                 |
| 3 Misses                                                      | Paul Driessen                         |                 |
| When the Day Breaks                                           | Wendy Tilby en Amanda Forbis          |                 |

### 2000-2009
| Jaar                                                         | Film                                   | Genomineerde(n) |
| ------------------------------------------------------------ | -------------------------------------- | --------------- |
| 2000 (73e)                                                   |                                        |                 |
| Father and Daughter                                          | Michael Dudok de Wit                   |                 |
| The Periwig-Maker                                            | Steffen Schäffler en Annette Schäffler |                 |
| Rejected                                                     | Don Hertzfeldt                         |                 |
| 2001 (74e)                                                   |                                        |                 |
| For the Birds                                                | Ralph Eggleston                        |                 |
| Fifty Percent Grey                                           | Ruairi Robinson en Seamus Byrne        |                 |
| Give Up Yer Aul Sins                                         | Cathal Gaffney en Darragh O'Connell    |                 |
| Strange Invaders                                             | Cordell Barker                         |                 |
| Stubble Trouble                                              | Joseph E. Merideth                     |                 |
| 2002 (75e)                                                   |                                        |                 |
| The ChubbChubbs!                                             | Eric Armstrong                         |                 |
| The Cathedral                                                | Tomek Baginski                         |                 |
| Das Rad                                                      | Chris Stenner en Heidi Wittlinger      |                 |
| Mike's New Car                                               | Pete Docter en Roger Gould             |                 |
| Mt. Head                                                     | Koji Yamamura                          |                 |
| 2003 (76e)                                                   |                                        |                 |
| Harvie Krumpet                                               | Adam Elliot                            |                 |
| Boundin'                                                     | Bud Luckey                             |                 |
| Destino                                                      | Dominique Monfery en Roy Edward Disney |                 |
| Gone Nutty                                                   | Carlos Saldanha en John C. Donkin      |                 |
| Nibbles                                                      | Chris Hinton                           |                 |
| 2004 (77e)                                                   |                                        |                 |
| Ryan                                                         | Chris Landreth                         |                 |
| Birthday Boy                                                 | Sejong Park en Andrew Gregory          |                 |
| Gopher Broke                                                 | Jeff Fowler en Tim Miller              |                 |
| Guard Dog                                                    | Bill Plympton                          |                 |
| Lorenzo                                                      | Mike Gabriel en Baker Bloodworth       |                 |
| 2005 (78e)                                                   |                                        |                 |
| The Moon and the Son: An Imagined Conversation               | John Canemaker en Peggy Stern          |                 |
| 9                                                            | Shane Acker                            |                 |
| Badgered                                                     | Sharon Colman                          |                 |
| The Mysterious Geographic Explorations of Jasper Morello     | Anthony Lucas                          |                 |
| One Man Band                                                 | Andrew Jimenez en Mark Andrews         |                 |
| 2006 (79e)                                                   |                                        |                 |
| The Danish Poet                                              | Torill Kove                            |                 |
| Lifted                                                       | Gary Rydstrom                          |                 |
| The Little Matchgirl                                         | Roger Allers en Don Hahn               |                 |
| Maestro                                                      | Géza M. Tóth                           |                 |
| No Time for Nuts                                             | Chris Renaud en Michael Thurmeier      |                 |
| 2007 (80e)                                                   |                                        |                 |
| Peter & the Wolf                                             | Suzie Templeton en Hugh Welchman       |                 |
| I Met the Walrus                                             | Josh Raskin                            |                 |
| Madame Tutli-Putli                                           | Chris Lavis en Maciek Szczerbowski     |                 |
| Même les Pigeons Vont au Paradis (Even Pigeons Go to Heaven) | Samuel Tourneux en Simon Vanesse       |                 |
| My Love (Moya Lyubov)                                        | Aleksandr Petrov                       |                 |
| 2008 (81e)                                                   |                                        |                 |
| La Maison en Petits Cubes                                    | Kunio Kato                             |                 |
| Lavatory - Lovestory                                         | Konstantin Bronzit                     |                 |
| Oktapodi                                                     | Emud Mokhberi en Thierry Marchand      |                 |
| Presto                                                       | Doug Sweetland                         |                 |
| This Way Up                                                  | Alan Smith en Adam Foulkes             |                 |
| 2009 (82e)                                                   |                                        |                 |
| Logorama                                                     | Nicholas Schmerkin                     |                 |
| French Roast                                                 | Fabrice O. Joubert                     |                 |
| Granny O'Grimm's Sleeping Beauty                             | Nicky Phelan en Darragh O'Connell      |                 |
| The Lady and the Reaper (La Dama y la Muerte)                | Javier Recio Gracia                    |                 |
| A Matter of Loaf and Death                                   | Nick Park                              |                 |

### 2010-2019
| Jaar                                                       | Film                                      | Genomineerde(n) |
| ---------------------------------------------------------- | ----------------------------------------- | --------------- |
| 2010 (83e)                                                 |                                           |                 |
| The Lost Thing                                             | Shaun Tan en Andrew Ruhemann              |                 |
| Day & Night                                                | Teddy Newton                              |                 |
| The Gruffalo                                               | Jakob Schuh en Max Lang                   |                 |
| Let's Pollute                                              | Geefwee Boedoe                            |                 |
| Madagascar, carnet de voyage (Madagascar, a Journey Diary) | Bastien Dubois                            |                 |
| 2011 (84e)                                                 |                                           |                 |
| The Fantastic Flying Books of Mr. Morris Lessmore          | William Joyce en Brandon Oldenburg        |                 |
| Dimanche / Sunday                                          | Patrick Doyon                             |                 |
| La Luna                                                    | Enrico Casarosa                           |                 |
| A Morning Stroll                                           | Grant Orchard en Sue Goff                 |                 |
| Wild Life                                                  | Amanda Forbis en Wendy Tilby              |                 |
| 2012 (85e)                                                 |                                           |                 |
| Paperman                                                   | John Kahrs                                |                 |
| Adam and Dog                                               | Minkyu Lee                                |                 |
| Fresh Guacamole                                            | PES                                       |                 |
| Head Over Heels                                            | Timothy Reckart en Fodhla Cronin O'Reilly |                 |
| Maggie Simpson in "The Longest Daycare"                    | David Silverman                           |                 |
| 2013 (86e)                                                 |                                           |                 |
| Mr. Hublot                                                 | Laurent Witz en Alexandre Espigares       |                 |
| Feral                                                      | Daniel Sousa en Dan Golden                |                 |
| Get a Horse!                                               | Lauren MacMullan en Dorothy McKim         |                 |
| Possesions                                                 | Shuhei Morita                             |                 |
| Room on the Broom                                          | Max Lang en Jan Lachauer                  |                 |
| 2014 (87e)                                                 |                                           |                 |
| Feast                                                      | Patrick Osborne en Kristina Reed          |                 |
| The Bigger Picture                                         | Daisy Jacobs en Christopher Hees          |                 |
| The Dam Keeper                                             | Robert Kondo en Dice Tsutsumi             |                 |
| Me and My Moulton                                          | Torill Kove                               |                 |
| A Single Life                                              | Joris Oprins                              |                 |
| 2015 (88e)                                                 |                                           |                 |
| Bear Story                                                 | Gabriel Osorio en Pato Escala             |                 |
| Prologue                                                   | Richard Williams en Imogen Sutton         |                 |
| Sanjay's Super Team                                        | Sanjay Patel en Nicole Paradis Grindle    |                 |
| We Can't Live Without Cosmos                               | Konstantin Bronzit                        |                 |
| World of Tomorrow                                          | Don Hertzfeldt                            |                 |
| 2016 (89e)                                                 |                                           |                 |
| Piper                                                      | Alan Barillaro en Marc Sondheimer         |                 |
| Blind Vaysha                                               | Theodore Ushev                            |                 |
| Borrowed Time                                              | Andrew Coats en Lou Hamou-Lhadj           |                 |
| Pear Cider and Cigarettes                                  | Robert Valley en Cara Speller             |                 |
| Pearl                                                      | Patrick Osborne                           |                 |
| 2017 (90e)                                                 |                                           |                 |
| Dear Basketball                                            | Glen Keane en Kobe Bryant                 |                 |
| Garden Party                                               | Victor Caire en Gabriel Grapperon         |                 |
| Lou                                                        | Dave Mullins en Dana Murray               |                 |
| Negative Space                                             | Max Porter en Ru Kuwahata                 |                 |
| Revolting Rhymes                                           | Jakob Schuh en Jan Lachauer               |                 |
| 2018 (91e)                                                 |                                           |                 |
| Bao                                                        | Domee Shi en Becky Neiman-Cobb            |                 |
| Animal Behaviour                                           | Alison Snowden en David Fine              |                 |
| Late Afternoon                                             | Louise Bagnall en Nuria González Blanco   |                 |
| One Small Step                                             | Andrew Chesworth en Bobby Pontillas       |                 |
| Weekends                                                   | Trevor Jimenez                            |                 |
| 2019 (92e)                                                 |                                           |                 |
| Hair Love                                                  | Matthew A. Cherry en Karen Rupert Toliver |                 |
| Dcera (Daughter)                                           | Daria Kashcheeva                          |                 |
| Kitbull                                                    | Rosana Sullivan en Kathryn Hendrickson    |                 |
| Memorable                                                  | Bruno Collet en Jean-François Le Corre    |                 |
| Sister                                                     | Siqi Song                                 |                 |

### 2020-2029
| Jaar                                                          | Film                                        | Genomineerde(n) |
| ------------------------------------------------------------- | ------------------------------------------- | --------------- |
| 2020 (93e)                                                    |                                             |                 |
| If Anything Happens I Love You                                | Will McCormack en Michael Govier            |                 |
| Burrow                                                        | Madeline Sharafian en Michael Capbarat      |                 |
| Genius Loci                                                   | Adrien Mérigeau en Amaury Ovise             |                 |
| Opera                                                         | Erick Oh                                    |                 |
| Yes-People                                                    | Gísli Darri Halldórsson en Arnar Gunnarsson |                 |
| 2021 (94e)                                                    |                                             |                 |
| The Windshield Wiper                                          | Alberto Mielgo en Leo Sanchez               |                 |
| Affairs of the Art                                            | Joanna Quinn en Les Mills                   |                 |
| Bestia                                                        | Hugo Covarrubias en Tevo Díaz               |                 |
| Boxballet                                                     | Anton Dyakov                                |                 |
| Robin Robin                                                   | Dan Ojari en Mikey Please                   |                 |
| 2022 (95e)                                                    |                                             |                 |
| The Boy, the Mole, the Fox and the Horse                      | Charlie Mackesy en Matthew Freud            |                 |
| The Flying Sailor                                             | Amanda Forbis en Wendy Tilby                |                 |
| Ice Merchants                                                 | João Gonzalez en Bruno Caetano              |                 |
| My Year of Dicks                                              | Sara Gunnarsdóttir en Pamela Ribon          |                 |
| An Ostrich Told Me the World Is Fake and I Think I Believe It | Lachlan Pendragon                           |                 |
| 2023 (96e)                                                    |                                             |                 |
| War Is Over! Inspired by the Music of John & Yoko             | Dave Mullins en Brad Booker                 |                 |
| Letter to a Pig                                               | Tal Kantor en Amit R. Gicelter              |                 |
| Ninety-Five Senses                                            | Jerusha Hess en Jared Hess                  |                 |
| Our Uniform                                                   | Yegane Moghaddam                            |                 |
| Pachyderme                                                    | Stéphanie Clément en Marc Rius              |                 |
| 2024 (97e)                                                    |                                             |                 |
| In the Shadow of the Cypress                                  | Shirin Sohani en Hossein Molayemi           |                 |
| Beautiful Men                                                 | Nicolas Keppens en Brecht Van Elslande      |                 |
| Magic Candies                                                 | Daisuke Nishio en Takashi Washio            |                 |
| Wander to Wonder                                              | Nina Gantz en Stienette Bosklopper          |                 |
| Yuck!                                                         | Loïc Espuche en Juliette Marquet            |                 |